# Egil Solberg
Egil Solberg (18 aprile 1949) è un ex calciatore norvegese, di ruolo attaccante.

## Carriera

### Club
Solberg vestì la maglia del Mjøndalen. Fu capocannoniere del campionato 1972 con 16 reti, alla pari di Johannes Vold.

### Nazionale
Conta una presenza per la Norvegia. Esordì il 3 novembre 1973, nella sconfitta per 2-1 contro il Lussemburgo.